# Teatr imienia Abrahama Kamińskiego w Warszawie
Teatr imienia Abrahama Kamińskiego w Warszawie (191 –1935) – pierwszy warszawski stały teatr żydowski.
Abraham Izaak Kamiński w 1909 roku sprowadził do siebie swoją żonę, która za pieniądze zarobione w Stanach Zjednoczonych umożliwiła Kamińskiemu w 1913 roku adaptację gmachu rotundy na Dynasach na teatr na 1500 miejsc – pierwszy w Warszawie stały teatr żydowski. Występowała w nim Ester Rachel Kamińska.
20 i 21 lipca 1921 roku w sali teatru imienia Kamińskiego przy Oboźnej 1/3 odbył się zjazd PPS Lewicy, wśród delegatów był Władysław Gomułka. 21 lutego 1926 odbyło się tam przedstawienie Róży Stanisława Żeromskiego. W listopadzie 1925 roku grano operetkę Frajmana Der Idyszer Funk (Iskra Żydowska). Muzykę skomponował I. Szlosberg. Dekoracje projektował malarz Porecki, wykonał je Szlengel. Taniec układu baletmistrza Bronieckiego. W 1929 roku sezon zimowy otworzyła sztuka Amerykańskie Wesele w reżyserii Hajmana Jakubowicza. Reklamowano ją tak: „Nowa wystawa, nowe kostiumy, nowe dekoracje M. Szlengla. Bilety były do nabycia w barze Central, Leszno 2 i w kasie teatru. Wielki chór pod batutą I. Szlosberga.”